# Phyllophaga freeborni
Phyllophaga freeborni är en skalbaggsart som beskrevs av Saylor 1937. Phyllophaga freeborni ingår i släktet Phyllophaga och familjen Melolonthidae. Inga underarter finns listade i Catalogue of Life.